# Little Sioux (Iowa)
Pour les articles homonymes, voir Little Sioux.
Little Sioux est une ville du comté de Harrison, en Iowa, aux États-Unis. Elle est fondée en 1855 et incorporée le 26 novembre 1883. Elle porte le même nom que la rivière Little Sioux qui y court.

## Source de la traduction
- (en) Cet article est partiellement ou en totalité issu de l’article de Wikipédia en anglais intitulé « Little Sioux, Iowa » (voir la liste des auteurs).